# Catorthontus
Catorthontus is een geslacht van kevers uit de familie van de boktorren (Cerambycidae). De wetenschappelijke naam van het geslacht werd in 1880 gepubliceerd door Charles Owen Waterhouse.

## Soorten
- Catorthontus collaris Waterhouse, 1880